# Sanair Super Speedway
Sanair Super Speedway ist ein Motorsportpark in der Kleinstadt Saint-Pie, Verwaltungsregion Montérégie, Provinz Québec in Kanada. Die Anlage liegt etwa 3 km nordöstlich der Stadt und umfasst 10 verschiedene Motorsportstrecken.

## Geschichte

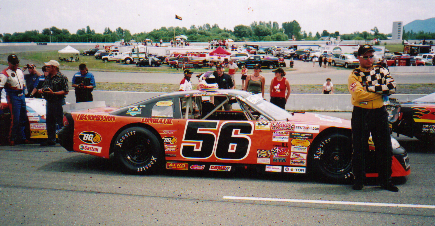
Nascars auf dem Sanair Super Speedway

Die Motorsportanlage wurde in drei Abschnitten erbaut: 1970 wurde ein Drag Strip 1/4 Meile für Drag Racing und ein Ovalkurs mit 1/3 Meile eröffnet. 1972 erfolgte der Bau der Rundstrecke mit 8 Kurven und 1983 wurde das Tri-Oval mit einer Länge von 1330 Metern eingeweiht. 

## Streckenbeschreibung
Der Park umfasst folgende Strecken:
- 1/4 Meilen Dragway
- 0,33 Meilen Oval
- 1,3 Meilen Strassenkurs der Teile des Dragways und des Ovals nutzt
- 0,826 Meilen Short-Track Trioval mit optionalem 1,25 km Roval-Kurs
- Stock-Kart-Kurs
- Eisrennstrecke
- Asphaltierter RC-Autokurs von 100 m (Oval) bzw. 300 m Länge
- 2 Offroad RC-Autokurse

## Veranstaltungen
- National Hot Rod Association (NHRA), Drag Racing
- Trans-Am Series (SCCA), 1972 und 1973
- CART Indy Car World Series mit dem  Grand Prix of Montreal 1984, 1985 und 1986
- American Canadian Tour (ACT), 1986 bis 2005

Im April 2014 fand der Lauf zum Championnat Rallye Québec, die Rallye de Sanair statt.

### Trans Am Series
| Jahr | Team        | Fahrzeug         |       |
| ---- | ----------- | ---------------- | ----- |
| 1972 | Warren Tope | Ford Mustang     | [ 2 ] |
| 1973 | Warren Agor | Chevrolet Camaro | [ 3 ] |

### Indy Car Grand Prix of Montreal
| Saison | Fahrer            | Fahrzeug | Motor    | Team                    |
| ------ | ----------------- | -------- | -------- | ----------------------- |
| 1984   | Danny Sullivan    | Lola     | Cosworth | Doug Shierson Racing    |
| 1985   | Johnny Rutherford | March    | Cosworth | Alex Morales Autosports |
| 1986   | Bobby Rahal       | March    | Cosworth | Truesports              |